# Protolithocolletis
Protolithocolletis je rod moljaca u familiji Gracillariidae. Jedina do sada poznata vrsta nauci živi u Severnoj Americi.

## Vrste
- Protolithocolletis lathyri Braun, 1929

## Spoljašnj veze
- Global Taxonomic Database of Gracillariidae (Lepidoptera) Архивирано на веб-сајту  (3. децембар 2007)